# Symbolophorus reversus
Symbolophorus reversus är en fiskart som beskrevs av Gago och Ricord 2005. Symbolophorus reversus ingår i släktet Symbolophorus och familjen prickfiskar. Inga underarter finns listade i Catalogue of Life.